# Djin Djin
Djin Djin é o oitavo álbum de estúdio da cantora beninense Angélique Kidjo, lançado em 27 abril de 2007. O álbum foi aclamado pela crítica e apresenta uma fusão de ritmos africanos com elementos de música ocidental.
O título do álbum refere-se ao som da campainha que marca o início de um novo dia no Benin, simbolizando um novo começo e a continuidade da vida e explora temas de esperança e espiritualidade, refletindo a diversidade cultural e musical da África e sua diáspora.
Djin Djin inclui colaborações com vários artistas renomados, como Alicia Keys, Branford Marsalis, Joss Stone, Ziggy Marley, Josh Groban, e Carlos Santana. O projeto ganhou o Grammy Award de Melhor Álbum de Música do Mundo Contemporânea em 2008, solidificando ainda mais o status de Angélique Kidjo como uma das artistas mais influentes da música mundial.

## Antecedentes
Após o sucesso de seus álbuns anteriores, Angélique Kidjo desejava criar um projeto que não só celebrasse a rica tapeçaria cultural da África, mas também refletisse suas experiências e influências globais. Para isso, ela reuniu um elenco impressionante de colaboradores internacionais. Entre eles estão Alicia Keys, Branford Marsalis, Joss Stone, Ziggy Marley, Josh Groban e Carlos Santana, cada um trazendo seu próprio estilo e perspectiva para o projeto.
Gravado em Nova Iorque, o trabalho foi produzido por Tony Visconti, conhecido por seu trabalho com artistas como David Bowie e T. Rex. A escolha de Visconti como produtor ajudou a garantir uma fusão harmoniosa dos diferentes estilos musicais presentes no álbum, unindo os ritmos africanos com pop, jazz, reggae e outras influências globais.

## Temática
A música de Djin Djin aborda temas como esperança, espiritualidade e a importância das raízes culturais. Kidjo canta em várias línguas, incluindo inglês, francês, yorubá e fon, demonstrando sua versatilidade linguística e seu compromisso com a diversidade cultural. A faixa-título "Djin Djin" é um dueto com Alicia Keys que encapsula o espírito de renovação e continuidade que permeia o álbum.

## Crítica
| Críticas profissionais                                                      | Críticas profissionais |
| Avaliações da crítica                                                       | Avaliações da crítica  |
| Fonte                                                                       | Avaliação              |
| --------------------------------------------------------------------------- | ---------------------- |
| Allmusic                                                                    | [ 1 ]                  |
| Starpulse                                                                   | [ 2 ]                  |
| Esta tabela precisa de ser acompanhada por texto em prosa. Consulte o guia. |                        |

O álbum recebeu aclamação da crítica e foi premiado com o Grammy Award de Melhor Álbum de Música do Mundo Contemporânea em 2008. Djin Djin não apenas solidificou o status de Angélique Kidjo como uma das principais vozes da música mundial, mas também destacou a capacidade da música de transcender fronteiras e unir pessoas de diferentes culturas.

## Faixas
| N.º            | Título                                                 | Compositor(es)                                    | Duração |  |
| 1.             | "Ae Ae"                                                | Jean Hébrail, Angélique Kidjo e Mota              | 3:31    |  |
| 2.             | "Djin Djin" (Part. de Alicia Keys e Branford Marsalis) | Jean Hébrail, Alicia Keys e Angélique Kidjo       | 4:18    |  |
| 3.             | "Gimme Shelter" (Part. de Joss Stone)                  | Mick Jagger e Richards                            | 4:08    |  |
| 4.             | "Salala" (Part. de Peter Gabriel)                      | Peter Gabriel, Jean Hébrail e Angélique Kidjo     | 3:24    |  |
| 5.             | "Senamou" (C'est l'Amour) (Part. de Amadou & Mariam))  | Bagayoko, Doumbia, Jean Herbail e Angélique Kidjo | 3:44    |  |
| 6.             | "Pearls" (Part. Carlos Santana e Josh Groban)          | Adu e Hale                                        | 5:05    |  |
| 7.             | "Sedjedo" (Part. de Ziggy Marley)                      | Jean Hébrail, Angélique Kidjo e Marley            | 3:56    |  |
| 8.             | "Papa"                                                 | Jean Hébrail e Angélique Kidjo                    | 4:34    |  |
| 9.             | "Arouna"                                               | Jean Hébrail e Angélique Kidjo                    | 3:35    |  |
| 10.            | "Awan N'la"                                            | Jean Hébrail e Angélique Kidjo                    | 3:29    |  |
| 11.            | "Emma"                                                 | Jean Hébrail e Angélique Kidjo                    | 3:29    |  |
| 12.            | "Mama Golo Papa"                                       | Jean Hébrail e Angélique Kidjo                    | 3:41    |  |
| 13.            | "Lonlon" (Ravel Bolero)                                | Ravel                                             | 4:54    |  |
| Duração total: | Duração total:                                         | Duração total:                                    | 51:48   |  |

| Edição Européia e Australiana |                                  |         |  |
| N.º                           | Título                           | Duração |  |
| 14.                           | "Arouna" (Part. de Joy Denalane) | 3:34    |  |
| 15.                           | "Emma" (Part. de Carmen Consoli) | 3:32    |  |

| Edição Inglesa e Japonesa |                                                  |         |  |
| N.º                       | Título                                           | Duração |  |
| 14.                       | "Ae Ae" (Versão por Youssou N'Dour)              | 3:34    |  |
| 15.                       | "Leila"                                          |         |  |
| 16.                       | "Salala" (Junior Vasquez Afroelectro Radio Edit) |         |  |

## Desempenho
| Parada (2007)                           | Melhor posição |
| --------------------------------------- | -------------- |
| Polônia (Top 50)                        | 27             |
| Itália (Top 100)                        | 56             |
| Estados Unidos (Billboard Hot 200)      | 58             |
| Estados Unidos (Top World Music Albums) | 1              |
| Suíça (Top 100)                         | 62             |
| França (Top 150)                        | 141            |

## Prêmios
| Premiação          | Categoria                                     | Resultado |
| ------------------ | --------------------------------------------- | --------- |
| Grammy Awards      | Melhor álbum contemporâneo de Música do mundo | Ganhou    |
| NAACP Image Awards | Melhor álbum contemporâneo de Música do mundo | Ganhou    |

## Histórico de lançamento
| Região                      | Data                   | Gravadora   |
| --------------------------- | ---------------------- | ----------- |
| Europa (Exceto Reino Unido) | 27 de Abril de 2007    | Razor & Tie |
| Estados Unidos              | 1 de Maio de 2007      | Razor & Tie |
| Canadá                      | 1 de Maio de 2007      | Razor & Tie |
| Austrália                   | 26 de Maio de 2007     | Razor & Tie |
| Reino Unido                 | 24 de Setembro de 2007 | Razor & Tie |
| Japão                       | 21 de Novembro de 2007 | Razor & Tie |